# La Mata de Piñana
La Mata de Piñana es un barrio de Alguaire (Lérida, España), alejado del centro del municipio, situado en la orilla del Canal de Piñana. En 2005 tenía 110 habitantes.

## Historia y descripción
Fue construido en el siglo XIX y antiguamente había una fábrica algodonera cerrada en 1979. Diversos elementos de la colonia están incluidos en el Inventario del Patrimonio Arquitectónico de Cataluña. La fábrica de tejidos es la típica de principios del siglo XX, hecha de obra vista remarcando los elementos estructurales. La chimenea se encuentra en buen estado.
La ermita está construida entre medianeras, con elementos estructurales de ladrillo, siguiendo la estética del resto de las construcciones de este núcleo. La cubierta es de teja árabe y las paredes de toba. En la fachada consta la fecha 1903.
Las viviendas unifamiliares están entre medianeras, que suponen una implantación urbana aliena al sitio de construcción. Edificadas bajo los mínimos que las entidades de principios de siglo fijaban, participan de una estética popular andaluza.